# Heavi Metal
Heavi Metal – album studyjny braci Waglewskich – Fisza i Emade. Wydany 21 listopada 2008 roku nakładem wytwórni Asfalt Records. W dzieciństwie bracia byli fanami heavy metalu, stąd też tytuł albumu, a także wiele odniesień do okresu szkolnego w tekstach piosenek. Singlem promującym album jest utwór "Wiosna '86".
Nagrania dotarły do 18. miejsca listy OLiS. W 2009 roku album został wyróżniony nagrodą polskiego przemysłu fonograficznego Fryderykiem w kategorii "najlepszy album hip-hop/R&B".

## Lista utworów
1. "Iron Maiden" - 4:28
2. "Szef Kuchni" - 3:58
3. "Wiosna 86" - 4:45
4. "Najpiękniejsza Kobieta W Mieście" - 6:20
5. "Heavi Metal" - 4:04
6. "Furiat" - 4:48
7. "Kawa i Papierosy" - 6:24
8. "Pani Bum Bum" - 6:22
9. "Disko" - 3:47
10. "666" - 3:27